# دائرة سوق الخميس
دائرة سوق الخميس هي إحدى دوائر ولاية البويرة الجزائرية ومقرها سوق الخميس، وتضم البلديات التالية:
- سوق الخميس
- المقراني

## مواضيع ذات صلة
- دوائر ولاية البويرة
- بلديات ولاية البويرة